# Bundesanstalt für Immobilienaufgaben
Die Bundesanstalt für Immobilienaufgaben (BImA) ist eine rechtsfähige bundesunmittelbare Anstalt des öffentlichen Rechts mit Sitz in Bonn. Sie untersteht der Rechtsaufsicht des Bundesministeriums der Finanzen. Hauptaufgabe der Bundesanstalt ist die Verwaltung und Verwertung ihrer Liegenschaften nach kaufmännischen Grundsätzen.

## Gründung
Die Bundesanstalt wurde mit Wirkung zum 1. Januar 2005 durch das Gesetz über die Bundesanstalt für Immobilienaufgaben (BImAG) errichtet. Sie soll die bundeseigenen Immobilien, Grundstücke und sonstigen Liegenschaften (z. B. Staatsforsten) möglichst wirtschaftlich verwalten, verwerten und auch veräußern. Diese Aufgaben wurden zuvor von den Bundesvermögensämtern, der Bundesforstverwaltung und den Bundesvermögensabteilungen der Oberfinanzdirektionen wahrgenommen. Die genannten Ämter und Abteilungen wurden zum 31. Dezember 2004 aufgelöst.

## Aufgaben und Ziele
Durch das Herauslösen der Aufgaben aus der unmittelbaren Bundesverwaltung und ihre Bündelung bei einer neuen Stelle, die nach modernen Managementmethoden geführt werden sollte, versprach sich die Bundesregierung eine effizientere Aufgabenerfüllung und eine Senkung der Verwaltungskosten. Für 2005 wurden Effizienzgewinne in Höhe von 24 Millionen Euro erwartet. Kritiker wie beispielsweise Norbert Hauser, seinerzeit Vizepräsident des Bundesrechnungshofs, bezweifelten jedoch, dass die neue Bundesanstalt den in sie gesetzten Erwartungen gerecht werden könne. Eine Analyse des Bundesrechnungshofes von 2010 bestätigte dies.
Damit die Bundesanstalt für Immobilienaufgaben ihre Aufgaben möglichst effizient erfüllen kann, wurde ihr schrittweise das Eigentum an den meisten inländischen Grundstücken des Bundes übertragen. Dazu zählten auch die Kasernen und sonstigen Liegenschaften der Bundeswehr. Ausnahmen können die von den Verfassungsorganen, den obersten Bundesbehörden und von den Bundesgerichten unmittelbar genutzten Dienstliegenschaften bilden. Die BImA tritt auch als Bauherrin für die Baumaßnahmen auf ihren Liegenschaften auf; sie ist bereits seit Gründung gesetzlich bevollmächtigt, die Bundesrepublik Deutschland im Rahmen der ihr übertragenen Aufgaben rechtlich zu vertreten. Zudem verwaltet sie mit Stand Juni 2018 auch rund 25.700 unbebaute Grundstücke, ohne land- und forstwirtschaftlich genutzten Grund, auf einer Gesamtfläche von 87.000 Hektar.
Für die Bundesanstalt ist eine Vermietung oder Veräußerung von Liegenschaften zum Verkehrswert gesetzlich vorgeschrieben. Hieran entzündete sich Kritik, insbesondere von Seiten kommunaler Akteure, die darin eine vertane Chance insbesondere für die Realisierung öffentlicher Nutzungen und verbilligten Wohnraums sehen. Mittlerweile ist jedoch im Haushaltsplan des Bundestages explizit die Möglichkeit vorgesehen, „dass die BImA an Gebietskörperschaften sowie privatrechtliche Gesellschaften/Unternehmen, Stiftungen oder Anstalten, an denen die Kommune/Gebietskörperschaft mehrheitlich beteiligt ist, in deren Gebiet gelegene entbehrliche Grundstücke im Wege des Direktverkaufs ohne Bieterverfahren unterhalb des gutachterlich ermittelten Verkehrswertes veräußern kann, wenn der Grundstückserwerb unmittelbar zur Erfüllung einer öffentlichen Aufgabe dient, zu der die Kommune/Gebietskörperschaft gesetzlich verpflichtet ist oder die sie auf der Grundlage der jeweiligen Kommunalverfassung/Gemeindeordnung des Landes wahrnimmt“.
Im September 2018 wurde im Zuge des „Wohngipfels“ eine „Wohnraumoffensive“ beschlossen. Bei dem Krisentreffen von Bund, Ländern, Kommunal- und Mieterverbänden und der Baubranche sollten Lösungen für die Wohnungsnot und die hohen Mieten in deutschen Städten gefunden werden.
Seither wurden bis Ende 2021 56 Wohnungen fertiggestellt, sechs davon im Jahre 2021. Im Jahr 2023 wurden 68 Wohnungen (insgesamt bis 2023: 200) fertig gestellt. In 2025 wurden in der Cité Foch 300 Wohnungen fertig gestellt, bei weiteren 300 Wohnungen erteilte das Bezirksamt keine Genehmigung für den Bezug, weil eine Schule fehlt. In München sind über 2000 Wohnungen geplant.

## Aufbau

### Vorstand und Verwaltungsrat
Die Bundesanstalt wird von einem dreiköpfigen Vorstand geleitet. Aktuell (Stand: Oktober 2024) sind Vorstandsmitglieder: Alexander von Erdély (Sprecher), Holger Hentschel und Paul Johannes Fietz.
Vorsitzender des 13-köpfigen Verwaltungsrates mit Mitgliedern aus Politik und Wirtschaft ist ein Vertreter des Bundesministeriums für Finanzen.

### Beschäftigte
Sie hat rund 7.200 Mitarbeiter, darunter neben Angestellten auch Beamte, die im Wesentlichen statusgleich aus den aufgelösten Behörden und Behördenteilen sowie dem Bundesministerium der Finanzen übernommen wurden. Neue Beamtenverhältnisse darf sie nicht begründen (§ 11 Abs. 1 Satz 2 BImAG).

### Direktionen
Die Bundesanstalt verfügt über neun Direktionen (Berlin, Dortmund, Erfurt, Freiburg, Koblenz, Potsdam, Rostock, Magdeburg, München) mit jeweils unterschiedlich vielen Haupt- und Nebenstellen.

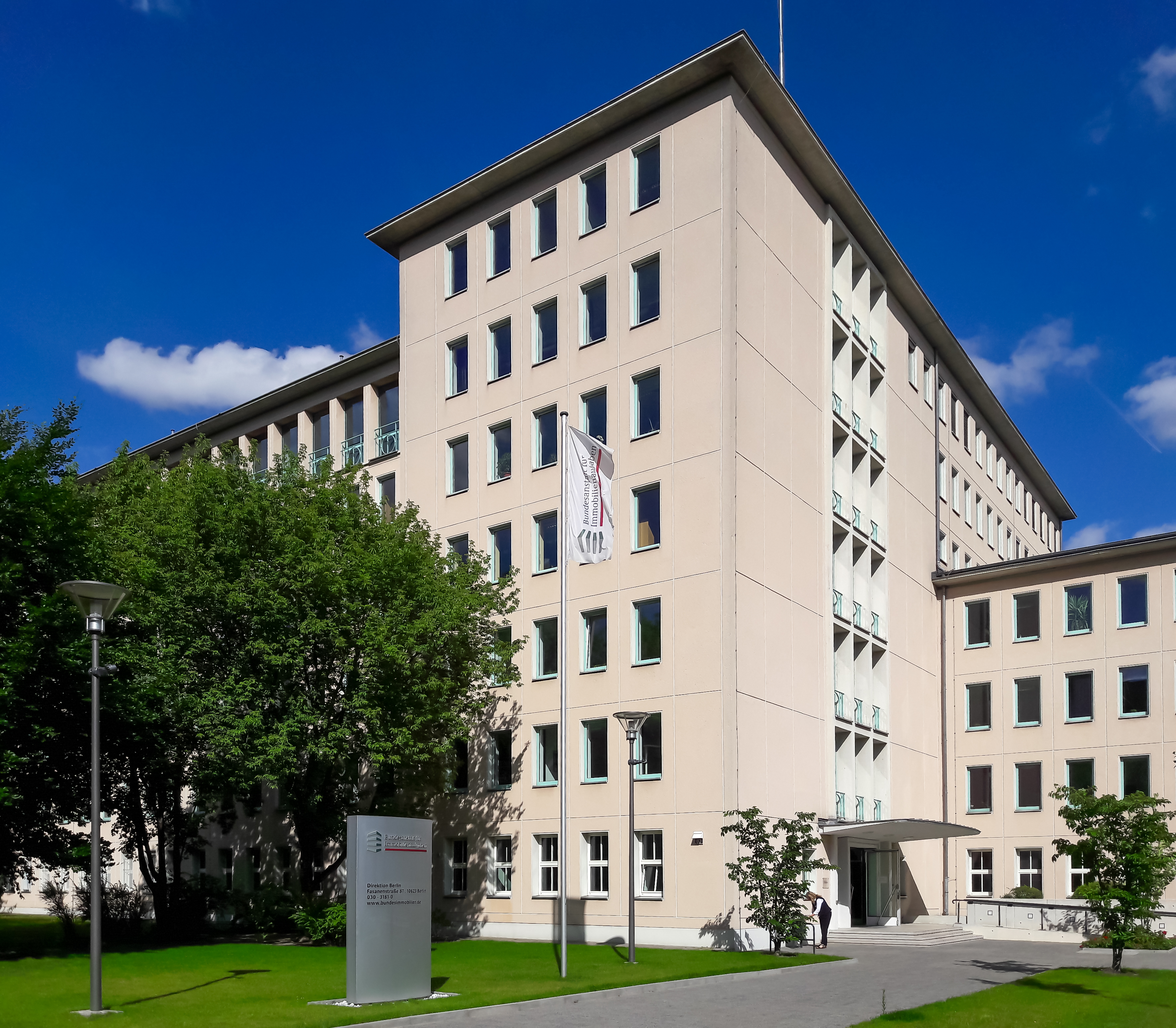
Gebäude der BImA-Direktion Berlin

### Aufgaben / Sparten
Die vielfältigen Aufgaben werden organisatorisch in einem sogenannten konsolidierten Spartenmodell wahrgenommen. Derzeit sind folgende Sparten vorhanden:
A. operative Sparten
1. Portfoliomanagement
2. Verkauf (Veräußerung von Liegenschaften, die für Bundeszwecke entbehrlich sind)
3. Facility Management (Verwaltung von Dienstliegenschaften und sonstigen (gewerblichen) Liegenschaften)
4. Wohnen (Verwaltung von Wohnliegenschaften)
5. Bundesforst (Verwaltung, Betrieb und Verwertung eines umfangreichen, bundeseigenen Forstbestandes)
6. Verwaltungsaufgaben (diverse, auch hoheitliche Aufgaben, zum Beispiel: Liegenschaftsservice für die in der Bundesrepublik Deutschland stationierten ausländischen Streitkräfte, Schadensregulierung nach dem NATO-Truppenstatut (frühere Verteidigungslastenverwaltung), rechtliche Abwicklung öffentlicher Schutzräume, NATO-Pipelinemanagement, Darlehensverwaltung, Vertragsmanagement abgeschlossener Kaufverträge)

B. Querschnittssparten
1. Organisation/Personal
2. Finanzen
3. Informationstechnik

Darüber hinaus wird die Arbeit der Bundesanstalt durch verschiedene Stäbe unterstützt, die dem Vorstand direkt unterstellt sind (z. B. Recht, Compliance, Innenrevision). Das System BALIMA ist das auf SAP-Basis arbeitende Managementsystem der Bundesanstalt.

## Übernahme von Bundeseinrichtungen und Beteiligungen
Mit Gründung zum 1. Januar 2005 wurde zunächst die Gebäude-Controlling-Institution (GCI), die zuvor Bestandteil des Bundesamtes für Bauwesen und Raumordnung und durch Beschluss der Bundesregierung aus dem Jahre 1998 gegründet worden war, mit zuletzt etwa 30 Mitarbeitern in die BImA eingegliedert.
Sie war für die Vergabe und das Controlling technischer Dienstleistungen in ausgewählten Dienstliegenschaften des Bundes zuständig und verfügte über zwei Servicebereiche in Berlin und Bonn. Heute besteht die GCI als eigene Organisationseinheit innerhalb der BImA nicht mehr.
Mit Wirkung vom Juni 2008 wurde der BImA die bisher teilweise auch parallel von der BwConsulting GmbH der Bundeswehr wahrgenommene Aufgabe der Entwicklung und Vermarktung von ehemaligen Bundeswehrliegenschaften vollständig zugeordnet, wobei die bisher in diesem Bereich beschäftigten Bediensteten der Gesellschaft für Entwicklung, Beschaffung und Betrieb mbh (g.e.b.b.) in die BImA eingegliedert wurden (Betriebsübergang nach § 613a BGB).
Seit dem 1. Juli 2008 hat die BImA zudem die Abwicklung der Bundesanstalt für vereinigungsbedingte Sonderaufgaben (BvS) übernommen. Seit Anfang 2013 ist die BImA ferner Alleingesellschafterin der Gästehaus Petersberg GmbH, die bisher eine Beteiligung des Bundes (Bundesfinanzministerium) war. Diese Gesellschaft betreibt das Grandhotel auf dem Petersberg. Seit 2014 hat die BImA auch die Gesellschaftsanteile an der Gesellschaft zur Entwicklung und Sanierung von Altstandorten mbH (GESA) von der BvS übernommen.
Die BImA ist ferner eine Gesellschafterin der PD – Berater der öffentlichen Hand.

## Personen
- Hans Hinrich Schroeder-Hohenwarth, vom 1. Januar 2005 bis Ende 2006 Sprecher des Vorstandes der BImA
- Jürgen Gehb, vom 16. August 2010 bis Ende Februar 2018 Sprecher des Vorstandes der BImA
- Christoph Krupp, vom 1. Oktober 2018 bis 30. Juni 2024 Sprecher des Vorstandes der BImA